# Phlebia brevispora
Phlebia brevispora är en svampart som beskrevs av Nakasone 1981. Phlebia brevispora ingår i släktet Phlebia och familjen Meruliaceae.   Inga underarter finns listade i Catalogue of Life.